# Everon Espacia
Everon Espacia (Willemstad, 22 februari 1984) is een Curaçaos voetballer bij SV VESTA. 
Op 29 oktober 2010 speelde het Curaçaos voetbalelftal haar eerste vriendschappelijke wedstrijd in Willemstad tegen Aruba. Deze wedstrijd werd met 3-0 gewonnen en Everon scoorde het eerste doelpunt namens Curaçao.